# Емблема ХАМАС
Емблема ХАМАС, палестинської ісламістської войовничої організації, яка керує сектором Газа, містить ісламські та мілітаристські мотиви.

## Особливості емблеми політичного крила
На емблемі зображені два схрещені мечі перед центральною будівлею (Баня Скелі) Аль-Акси ( араб. الأقصى комплекс мечетей в Єрусалимі (араб. الأقصى, трансліт. Al-Quds). Мечеть обрамлена двома палестинськими прапорами, на яких зображено два висловлювання, які складають Шагаду : «Немає бога, крім Аллаха» (правий прапор) і « Мухаммед — посланник його» (лівий прапор). 
Над Аль-Аксою є карта Палестини, що відповідає кордонам підмандатної Палестини. Відразу під куполом написано «Палестина», а під ним на зеленому банері: «Ісламський рух опору – ХАМАС». 